# Pagurisaea schembrii
Pagurisaea schembrii is een vlokreeftensoort uit de familie van de Isaeidae. De wetenschappelijke naam van de soort is voor het eerst geldig gepubliceerd in 1983 door Moore.